# Иерархия классов
Также как и в таксономии (классификации видов) иерархия классов в информатике означает классификацию объектных типов, рассматривая объекты как реализацию классов (класс похож на заготовку, а объект — это то, что строится на основе этой заготовки) и связывая различные классы отношениями наподобие «наследует», «расширяет», «является его абстракцией», «определение интерфейса».
Отношения, установленные в области объектно-ориентированного проектирования и стандартах интерфейса объектов, определяются наиболее распространенным использованием, создателями языков (Java, C++, Smalltalk, Visual Prolog) и комитетами по стандартизации, как например, Object Management Group.